# Liparetrus dixoni
Liparetrus dixoni är en skalbaggsart som beskrevs av Britton 1980. Liparetrus dixoni ingår i släktet Liparetrus och familjen Melolonthidae. Inga underarter finns listade i Catalogue of Life.